# Дината Дината
„Δυνατά Δυνατά“ (с латиница обикновено Dinata Dinata, българска транскрипция: Дината Дината) е вторият сингъл на дует Антик. Песента излиза през 1999 и веднага се превръща в хит.
„Δυνατά Δυνατά“ е ремикс на оригиналната песен от 1991 година, изпълнявана от гръцката певица Елефтерия Арванитаки по текст на Лина Николакопулу и музика на американския музикант от арменски произход Ара Динкджиян.

## Песни

### Макси сингъл
1. Dinata Dinata (радио редактиран) – 3:17
2. Dinata Dinata (разширена версия) – 4:25
3. Westoriental Trip – 4:07

### Сингъл
1. Dinata Dinata (радио редактиран) – 3:17
2. Set Your Body Free – 5:28

### Промо сингъл
1. Dinata Dinata (C&N Project Mix) – 7:45
2. Dinata Dinata (Jonas S. Club Mix) – 5:06
3. Dinata Dinata (L.O.L. Brothers on a Mission Mix) – 5:14
4. Dinata Dinata (радио редактиран) – 3:18